# 서유럽 수렵채집민

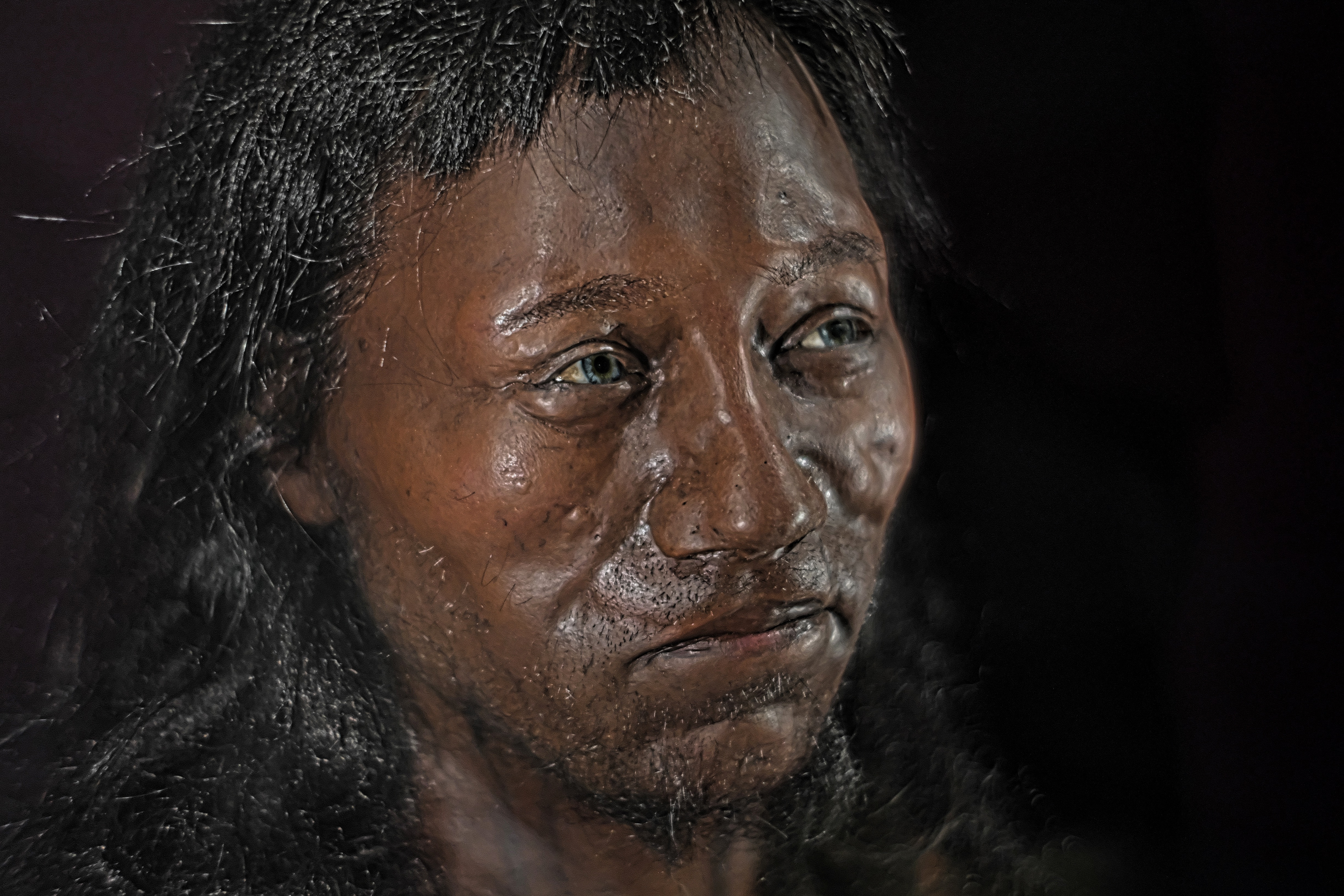
영국에서 발견된 체다인의 두상 복원.

서유럽 수렵채집민(영어: Western (European) Hunter-Gatherer; WHG)은 오늘날의 유럽인의 조상이 되는 집단들 중 하나로, 브리튼 제도부에서 카르파티아산맥에 이르는 중서유럽에 거주했던 중석기 수렵채집민들이다. 북유럽 수렵채집민(SHG), 동유럽 수렵채집민(EHG)과 함께, 빙하기가 지나간 홀로세 초기 유럽의 3대 유전집단을 이루었다. WHG와 EHG의 분포지역의 경계는 내략 다뉴브강 하류~드니프로강 서안 삼림지대~발트해 서안에 걸쳐 형성되었고,:28 SHG는 WHG와 EHG의 혼혈집단으로 여겨진다.
WHG는 중석기 시대 유럽에서 가장 우세한 인종집단이었으나, 신석기 시대 초기에 팽창해온 초기 유럽 농경민(EEF)들로 대체되기 시작했다. 신석기 시대 중기에는 WHG 남성과 EEF 여성의 결합을 통해 일시적으로 다시 늘어났지만, 신석기 시대 말기와 청동기 시대 초기에 이르러 폰토스-카스피 스텝에서 서부초원 목축민(WSH)이 엄청나게 팽창해 들어오면서 더욱 대체되었다. 오늘날 WHG의 유전자를 가장 많이 이어받은 사람들은 발트해 동안지역에 분포한다.